# Dama v belem (Toorop)
Dama v belem je impresionistična slika ženske v beli halji iz leta 1886 nizozemskega slikarja Jana Tooropa.

## Opis
Toorop upodablja svojo ženo Annie Hall tukaj kmalu po njuni poroki leta 1886, v njunem domu na Prins Hendrikstraat v Haagu. Upodobljena je v dolgi beli obleki z visokim ovratnikom, kako sedi za zajtrkovalno mizo s čisto belim prtom, ki se zdi, da se preliva v njeno obleko. Svetla belina obleke in prta je v močnem kontrastu s sicer skoraj povsem temnim ozadjem. Poudarke dodajata čajni servis na mizici in kozarec rdečega vina, katerega ovalni krog se ponavlja v skodelici. Za njim je nekaj zelenja v vazi. Od spredaj levo prihaja močna svetloba, ki osvetli tudi naslon njenega stola.
Prizor izžareva veliko, skoraj spokojno spokojnost, jasno drugačno od živahnosti, ki so jo francoski impresionisti takrat pogosto vnašali v svoje slike. V pismu iz tistega obdobja Annie Hall Toorop tudi namigne, da se ne razume najbolje s francosko impresionistično metodo slikanja: zdijo se mu preglasni, preveč površni v dojemanju in dvomi, »ali lahko nekaj potez s čopičem ustvari gibanje, osebo ali pokrajino je mogoče opisati tako jedrnato kot s pozornejšim pregledom.« Toorop je očitno posvečal več pozornosti psihološkemu stanju svojih modelov, ki jih je pogosto upodabljal v kontemplaciji.
Toorop upodablja svojo bodočo ženo na način, na katerega je vplival impresionistični slog Jamesa Ensorja in Jamesa McNeilla Whistlerja.
Vpliv Jamesa McNeilla Whistlerja na ta portret Annie Hall se nedvomno odraža v prevladujoči uporabi svetlo osvetljene beline v Anniejini obleki in vezenju. Jasno je prepoznavna prisotnost estetičnega lepotnega ideala. Toorop je v obdobju 1885-1887 naredil več portretov Annie Hall v istem slogu, obujajoč spomine na 'simfonije' Simfonija v belem, št. 1, Belo dekle; Simfonija v belem, št. 2: Bela deklica in Simfonija v belem, št. 3, ki jih je takrat naslikal Whistler.
V Tooropovi Dami v belem s konca leta 1886 se zdi, da se še vedno bolj poudarjeno zgleduje po Whistlerju kot v drugem portretu Annie, ki ga je naredil, imenovanem Portret Annie Hall v Lissadellu. Vzdušje je na splošno sanjavo in melanholično.
Primer je tudi njegova Annie Hall z vrčem za mleko, ki jo je naslikal malo prej, v skoraj enaki kompoziciji, a s še večjo prevlado beline, ki je v tem delu s paletnim nožem razširjena v ozadje. Vzdušje je vedno sanjsko in melanholično.

## Annie Hall
Model je Annie Hall (1860-1929), Angležinja, ki je študirala v Bruslju, ko jo je Toorop spoznal leta 1885. Poročila sta se leta 1886. Toorop je naslikal več slik Annie, na katerih je upodobljena v podobnih belih oblačilih.
Leta 1883 se je Toorop med bivanjem v Bruslju povezal s skupino avantgardnih mladih umetnikov, imenovano Les Vingt ('dvajset'), skupini, ki se ji je nazadnje pridružil leta 1885. Umetniki Les Vingt in še posebej James Ensor so v tem obdobju močno vplivali nanj.
Leta 1884 je Toorop s prijateljem Emilom Verhaernom in umetnostnim kritikom Georgesom Destréejem odpotoval v London. Konec leta 1885 se je za nekaj mesecev vrnil v Anglijo, kjer je živel na posestvu staršev Annie Hall. Med bivanjem v Angliji je Toorop postal zelo navdušen nad delom Jamesa McNeilla Whistlerja, čigar slike je srečal na razstavi Les Vingt leta 1884. Ob predstavitvi Lawrenca Alma-Tademe je obiskal Whistlerjev studio v Londonu; med letoma 1885 in 1887 je bilo Whistlerjevo delo velik navdih za Tooropa.